# تي في دوت كوم
تي في.كوم (بالإنجليزية: TV.com)‏ هي موقع إلكتروني تقوم بتعريف كل الأفلام والمسلسلات التي أنتجها شركة سي بي إس، وهي تابعة لوكالة CBS الأمريكية، أنتجت سنة 2005 ، ولديها مركز رئيسي في الولايات المتحدة ولديها فروع كل من : إيرلندا ونيوزلندا وأستراليا وكندا وبريطانيا واليابان.

## وصلات خارجية
- الموقع الرسمي